# 马特维·扎哈罗夫
马特维·瓦西里耶维奇·扎哈罗夫（1898年8月17日—1972年1月31日），苏联军事家、1960年代的苏军总参谋长。苏德战争期间担任方面军参谋长协助科涅夫元帅、马利诺夫斯基元帅等统帅指挥了多次方面军大纵深进攻战役。1945年9月8日、1971年9月22日两次获得苏联英雄称号，1959年被授予苏联元帅军衔。

## 战前
1898年出生在特维尔省斯塔里察县沃伊洛沃村（今属于特维尔州加里宁区）一个农民家庭。1913年从学校毕业后，在彼得堡的工厂里工作。1917年加入布尔什维克党。1917年4月参加赤卫队。十月革命时是攻打冬宫的工人赤卫队员，在斯莫尔尼宫列宁办公室站过岗。参加了在普尔科沃地区平息克伦斯基—克拉斯诺夫叛乱的作战。1918年参加红军。1918年12月起任南方面军第10集团军步兵第30师炮兵连长、营长，参加了察里津保卫战。后任步兵师炮兵主任、军械供给主任、步兵第34师旅参谋长助理分管作战。1921年后参加北高加索地区镇压反革命叛乱的军事斗争。毕业于彼得格勒第2炮兵训练班（1918）、莫斯科高级参谋学校（1919）、哈尔科夫指挥人员复训班（1924）、伏龙芝军事学院供给系（1928）、伏龙芝军事学院战役系（1932—1933）和总参军事学院（1936—1937）。
1928年6月—1932年任白俄罗斯军区供给部组织动员处处长助理、处长。1933—1935年任白俄罗斯军区司令部作战处处长、1936年2月至10月申请下基层任团长。1937年7月—1938年5月任列宁格勒军区参谋长；1937年7月16日获得旅级指挥员军衔。1938年2月22日获得师级指挥员军衔。1938年5月—1940年5月任总参谋长助理，分管组织动员和物资器材供应。1939年2月9日获得军级指挥员军衔。1940年5月—1941年任敖德萨军区参谋长。1940年6月4日获得少将军衔。1941年6月21日，在未接到总参谋部命令的情况下，下令敖德萨军区部队进入临战状体。

## 第二次世界大戰
苏德戰爭爆发后，敖德萨军区部队扩编的第9集团军参谋长，1941年7月设立西北方向总指挥部，伏罗希洛夫把扎哈罗夫调去任参谋长，1941年8月至12月任苏军后勤部副部长。1941年12月被科涅夫调到加里宁方面军任参谋长至1942年12月，1942年5月30日获得中将军衔，1943年4月随科涅夫调到预备方面军、1943年6月改名为草原军区、1943年7月又改名为草原方面军任参谋长。1943年10月随草原方面军改名为乌克兰第2方面军继续任参谋长至战争胜利结束。1943年10月20日获得中将军衔，1945年5月29日获得一級上將军衔，1945年6月随乌2方面军调远东改编为外贝加尔方面军任参谋长至当年10月战争结束。

## 二战之后
- 1945年10月至1949年任总参军事学院院长，致力于苏德战争经验的研究和总结工作。
- 1949年1月起任副总参谋长，分管情报工作。
- 1952年6月起任苏军总监察长。
- 1953年5月起任列宁格勒军区司令。
- 1957年11月起任苏军驻德集群总司令。
- 1959年5月8日获得苏联元帅军衔。
- 1960年4月－1963年3月任苏联国防部第1副部长兼总参谋长。
- 1963年至1964年任总参军事学院院长。1964年10月时任总参谋长的謝爾蓋·謝苗諾維奇·比留佐夫空难去世。
- 1964年11月－1971年9月任苏联国防部第1副部长兼总参谋长。
- 1971年9月改任国防部总监组委员。

1961年苏共二十一大当选为苏共中央委员，俄罗斯苏维埃联邦社会主义共和国最高苏维埃议员（1947年－1952年），苏联最高苏维埃成员（1954年－1972年）。

## 主要著作
- 《苏联武装力量五十年》(莫斯科1968年版)
- 《结局》(莫斯科1960年版)，有中译本。
- 《乌克兰第2、3方面军解放东南欧和中欧(1944一1945)》(莫斯科1970年版)
- 《布达佩斯—维也纳—布拉格》(与马利诺夫斯基等合著)莫斯科1965年版。
- 《论指挥军队的科学方法》(莫斯科1967年版)
- 《保卫祖国是苏联公民的神圣职责》(莫斯科1969年版)
- 《学者兼军人》(论苏联元帅沙波什尼科夫)，莫斯科1974年版。